# Natalia Dorado
Natalia Dorado, född den 25 februari 1967 i Madrid, Spanien, är en spansk landhockeyspelare.
Hon tog OS-guld i damernas landhockeyturnering i samband med de olympiska landhockeytävlingarna 1992 i Barcelona.